# Šonov
Šonov település Csehországban, Náchodi járásban. Šonov Otovice és Broumov településekkel határos. Lakosainak száma 295 fő (2024. január 1.).

## Népesség
A település lakosságának változását az alábbi diagram mutatja:
| Lakosok száma | 1959 | 1364 | 1150 | 429  | 305  | 322  | 298  | 306  | 284  | 295  |
|               | 1869 | 1900 | 1921 | 1961 | 1980 | 2011 | 2016 | 2019 | 2021 | 2024 |